# Vektoriserad dragkraft

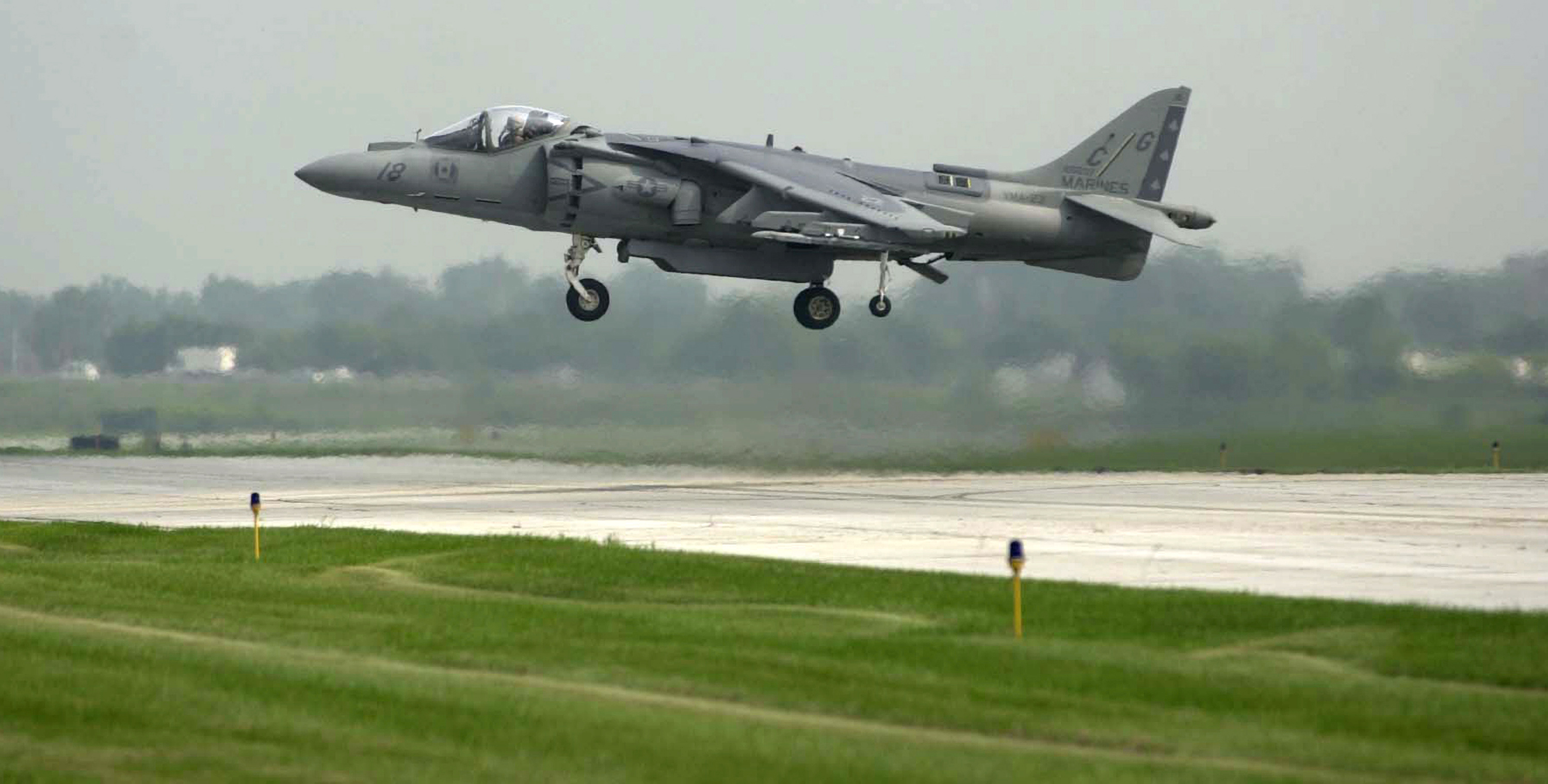
Harrier AV-8A, världens första stridsflygplan med vektoriserad dragkraft.

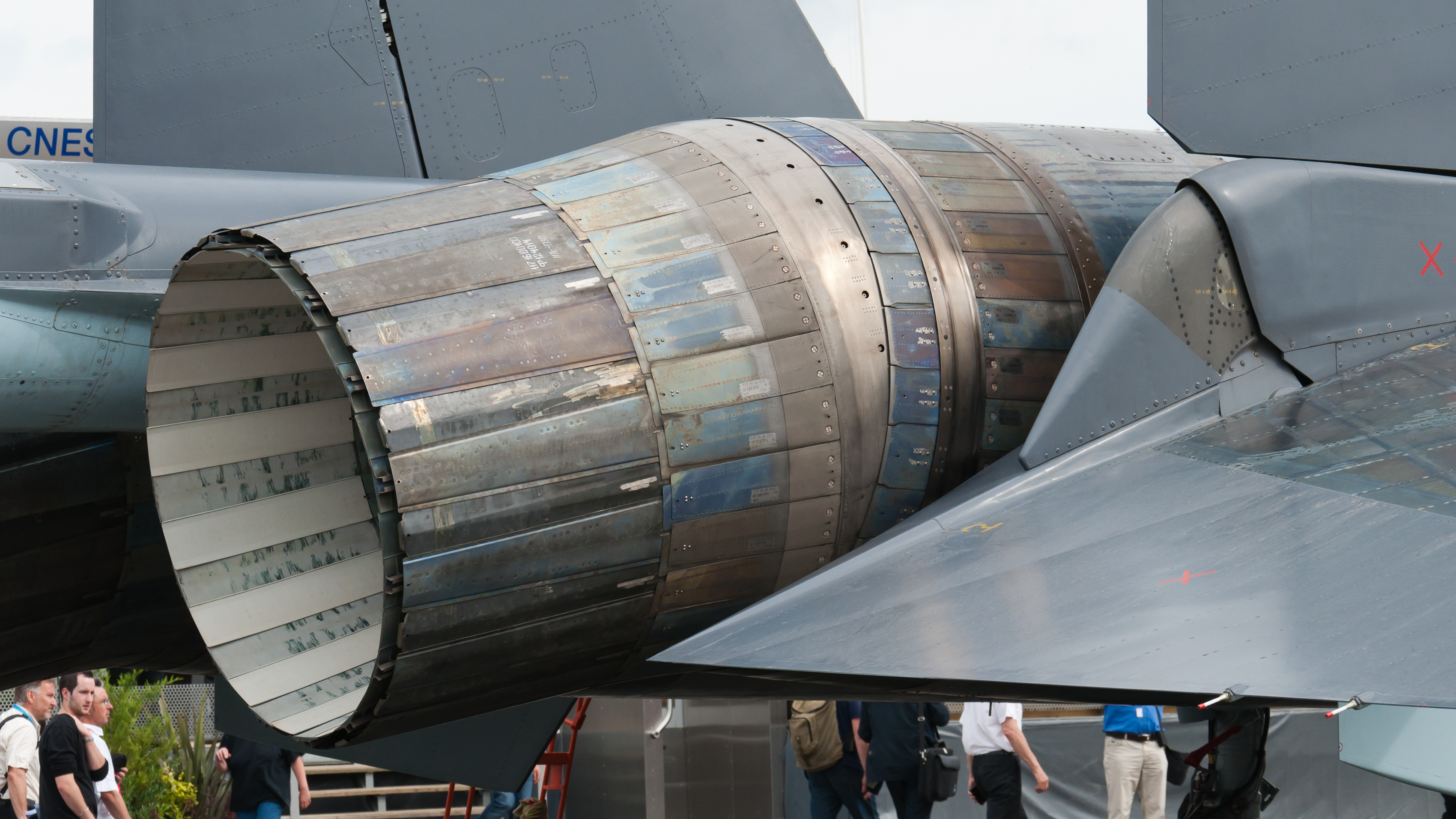
Utblåset på en jetmotor till Suchoj Su-35, ett flygplan med vektoriserad dragkraft.

Vektoriserad dragkraft erhålls genom att rikta om jet- eller raketstrålen på ett flygplan eller en raket. Detta kan ske genom att hela utblåset kan riktas om eller genom att utblåset har lameller som kan rikta om jet-/raketstrålen.
Ett jetflygplan som länge haft den egenskapen är VTOL-flygplan (vertical take-off and landing) i Hawker Siddeley Harrier-familjen, som gjorde sin första flygning 1967. Även jetflygplan av typen STOL (short take-off and landing), utnyttjar vektoriserad dragkraft.

Saab 39 Gripen har med en startsträcka på endast 500 meter STOL-liknande egenskaper.[källa behövs]